# 瞎子路易
路易三世，又稱瞎子路易（Louis the Blind，约880年—928年6月28日），是普罗旺斯国王（从887年开始）、意大利國王（从900年开始）以及从901年至905年短时间里为神圣罗马皇帝。他是普罗旺斯国王博索的儿子，他的母亲是神圣罗马帝国皇帝路易二世的女儿埃芒加德。从他的父系来看他属于博索尼德王朝，从他的母系来看他属于加洛林王朝。
887年1月他父亲死后，他继承他父亲成为普罗旺斯国王。不过当时的普罗旺斯王国的范围仅限于今天法国的维埃纳省及其周边地区。普罗旺斯的伯爵们选举他的母亲厄门加德为其执政。他的叔叔勃艮第公爵欧坦的理查为辅佐。5月，厄门加德携路易赴其亲戚罗马帝国皇帝查理三世的宫廷，让查理承认路易的国王地位。查理收路易为其养子，并将母子俩纳入他的保护之下。889年5月厄门加德携路易赴查理的继承人阿努尔夫的宫廷，再次表示效忠。890年高级教士和封建主在瓦伦斯聚会选举路易为阿尔勒、普罗旺斯和勃艮第的国王。894年路易亲自赴阿努尔夫的宫廷效忠。
896年路易开始对萨拉森开战。889年穆斯林入侵者在今天的圣特罗佩附近登陆并建立了一个基地。在整个他的统治期内路易始终在与这些入侵者作战。
当时意大利受到匈牙利人的骚扰，而意大利的国王贝伦加尔一世又统治无能，因此一些意大利贵族邀请路易作为路易三世皇帝的孙子和继承人赴意大利。路易携带他的军队翻越阿尔卑斯山脉，击败了贝伦加尔，将他一直追击到过去伦巴底人的首都帕維亞。10月12日他被加冕了倫巴底的鐵王冠。他赴罗马市，于901年被教宗本篤四世加冕为皇帝。但是902年他被贝伦加尔击败，被迫逃回普罗旺斯，并且被迫立誓不再回到意大利。
905年路易再次试图入侵意大利，但是贝伦加尔在巴伐利亚军队的支持下击败了路易，并俘虏了他，将他关押在维罗纳。7月21日他被刺瞎双眼（理由是他没有遵守他的誓言），并被迫交出意大利国王和西罗马皇帝的皇冠。后来贝伦加尔成为了皇帝。这是加洛林王朝最后一次试图重建其在意大利的势力。此后路易继续统治普罗旺斯，但实际上当地的强人是阿爾勒伯爵于格。
路易回到他的首都维埃纳。911年他将其大多数国王的权利交给了阿爾勒的于格。于格被提升为普罗旺斯伯爵，并将其首都迁到阿尔勒。作为执政于格与路易的妹妹结婚。此后路易基本上隐居到他逝世。

## 婚姻和子女
路易的第一位妻子是905年与他结婚的，据称她是拜占庭皇帝利奥六世的女儿，名为安娜。作为证明一般使用语原论，因为路易的儿子查理也被称为“康斯坦丁”。但是这个说法有争议。查理-康斯坦丁据称是路易的儿子，但其母亲的名称实际上不明。查理后来被封为维埃纳伯爵，他的后代保持了普罗旺斯伯爵的地位。914年路易又与勃艮第国王鲁道夫一世的女儿结婚。
| 瞎子路易 博索尼德王朝逝世於：928年6月5日 | 瞎子路易 博索尼德王朝逝世於：928年6月5日           | 瞎子路易 博索尼德王朝逝世於：928年6月5日 |
| 統治者頭銜                               | 統治者頭銜                                         | 統治者頭銜                               |
| ---------------------------------------- | -------------------------------------------------- | ---------------------------------------- |
| 前任者： 博索                            | 普羅旺斯國王 888年–928年                           | 繼任者： 烏戈                            |
| 前任者： 貝倫加爾一世                    | 有爭議 意大利國王 900年–905年 與貝倫加爾一世爭位   | 繼任者： 貝倫加爾一世                    |
| 前任者： 阿努爾夫                        | 有爭議 神聖羅馬皇帝 901年–905年 與貝倫加爾一世爭位 | 繼任者： 貝倫加爾一世                    |